# Pseudolasius
Pseudolasius är ett släkte av myror. Pseudolasius ingår i familjen myror.

## Bildgalleri

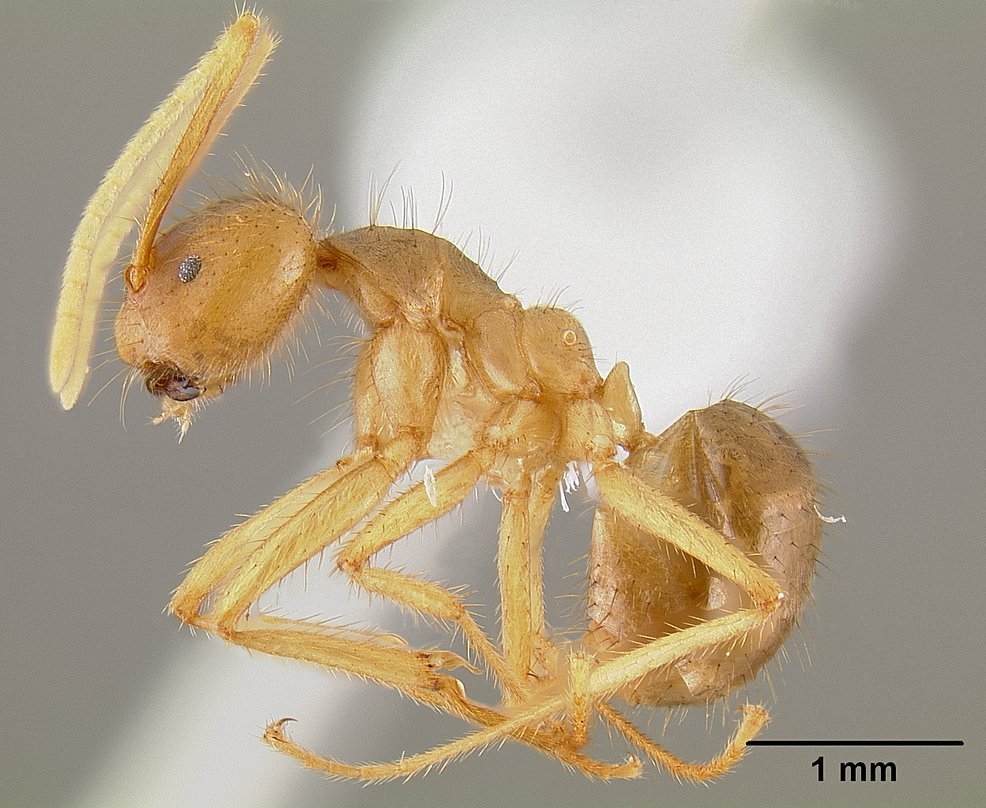

## Dottertaxa tillPseudolasius, i alfabetisk ordning[1]
- Pseudolasius amaurops
- Pseudolasius amblyops
- Pseudolasius australis
- Pseudolasius badius
- Pseudolasius bayonii
- Pseudolasius binghami
- Pseudolasius boreus
- Pseudolasius breviceps
- Pseudolasius bucculentus
- Pseudolasius bufonus
- Pseudolasius butteli
- Pseudolasius caecus
- Pseudolasius carinatus
- Pseudolasius cibdelus
- Pseudolasius circularis
- Pseudolasius emeryi
- Pseudolasius fallax
- Pseudolasius familiaris
- Pseudolasius gowdeyi
- Pseudolasius hummeli
- Pseudolasius isabellae
- Pseudolasius jacobsoni
- Pseudolasius karawajewi
- Pseudolasius lasioides
- Pseudolasius leopoldi
- Pseudolasius liliputi
- Pseudolasius ludovici
- Pseudolasius martini
- Pseudolasius mayri
- Pseudolasius minor
- Pseudolasius minutissimus
- Pseudolasius minutus
- Pseudolasius overbecki
- Pseudolasius pallidus
- Pseudolasius pheidolinus
- Pseudolasius pygmaeus
- Pseudolasius risii
- Pseudolasius salvazai
- Pseudolasius sauteri
- Pseudolasius sexdentatus
- Pseudolasius silvestrii
- Pseudolasius streesemanni
- Pseudolasius sumatrensis
- Pseudolasius sunda
- Pseudolasius tenuicornis
- Pseudolasius trimorphus
- Pseudolasius typhlops
- Pseudolasius waigeuensis
- Pseudolasius weissi